# مرحله پلی آف مقدماتی لیگ قهرمانان آسیا ۲۰۱۲
مرحله پلی آف مقدماتی لیگ قهرمانان آسیا ۲۰۱۲ با حضور نه تیم (پنج تیم از منطقه غرب، چهار تیم از منطقه شرق) برگزار شد.
قرعه‌کشی مرحله پلی آف مقدماتی در تاریخ ۶ دسامبر ۲۰۱۱، ساعت ۱۵:۰۰ به وقت یوتی‌سی ۸:۰۰+ در مقر ای‌اف‌سی در کوالا لامپور، مالزی برگزار شد. این قرعه‌کشی، بدون هیچ گونه سیدبندی یا محافظت از کشور، گروه‌ها و همچنین میزبان هر مسابقه پلی‌آف را مشخص کرد. دور نیمه نهایی در ۱۰ فوریه ۲۰۱۲ و دور نهایی در ۱۶ و ۱۸ فوریه ۲۰۱۲ برگزار شد.
در صورت لزوم، برای تعیین برنده، از وقت اضافه و ضربات پنالتی استفاده می‌شد. چهار تیم برنده دور نهایی (دو تیم از منطقه غرب، دو تیم از منطقه شرق) به مرحله گروهی راه یافتند تا به ۲۸ تیمی که مستقیماً وارد مرحله گروهی شدند، بپیوندند. سه تیم بازنده دور نهایی (دو تیم از منطقه غرب، یک تیم از منطقه شرق) به جز بازنده مسابقه بین آدلاید یونایتد و پرسیپورا جایاپورا، به مرحله گروهی ای‌اف‌سی کاپ ۲۰۱۲ راه یافتند.

## مسابقات

### منطقه غرب
| تیم ۱          | نتیجه          | تیم ۲          |
| دور نیمه نهایی | دور نیمه نهایی | دور نیمه نهایی |
| -------------- | -------------- | -------------- |
| استقلال        | ۲–۰            | ذوب‌آهن         |
| دور نهایی      |                |                |
| الشباب         | ۳–۰            | نفتچی فرغانه   |
| استقلال        | ۳–۱            | الاتفاق        |

#### دور نیمه نهایی
| استقلال                | ۲–۰   | ذوب‌آهن |
| ---------------------- | ----- | ------ |
| حیدری ۲۳' · برهانی ۶۷' | گزارش |        |

#### دور نهایی
| استقلال                              | ۳–۱    | الاتفاق    |
| ------------------------------------ | ------ | ---------- |
| یرکوویچ ۳۷' · حیدری ۶۲' · برهانی ۶۵' | Report | السالم ۵۹' |

| الشباب                      | ۳–۰    | نفتچی فرغانه |
| --------------------------- | ------ | ------------ |
| عبید ۶'، ۶۰' · حیدروف ۹۰+۳' | Report |              |

### منطقه شرق
| تیم ۱          | نتیجه     | تیم ۲             |
| دور نهایی      | دور نهایی | دور نهایی         |
| -------------- | --------- | ----------------- |
| پوهانگ استیلرز | ۲–۰       | چونبوری           |
| آدلاید یونایتد | ۳–۰       | پرسیپورا جایاپورا |

قرار بود تیم زیر نیز در منطقه شرق وارد پلی آف مقدماتی شود، اما وارد این رقابت‌ها نشد:
- لیائونینگ هوون

#### مرحله نهایی
| آدلاید یونایتد                       | ۳–۰    | پرسیپورا جایاپورا |
| ------------------------------------ | ------ | ----------------- |
| بوگارد ۱۲' · لوچنکو ۵۷' · فن‌دایک ۸۴' | Report |                   |

| پوهانگ استیلرز                        | ۲–۰    | چونبوری |
| ------------------------------------- | ------ | ------- |
| هوانگ جین-سونگ ۲۸' · پارک سونگ-هو ۷۰' | Report |         |